# Duits honkbalteam

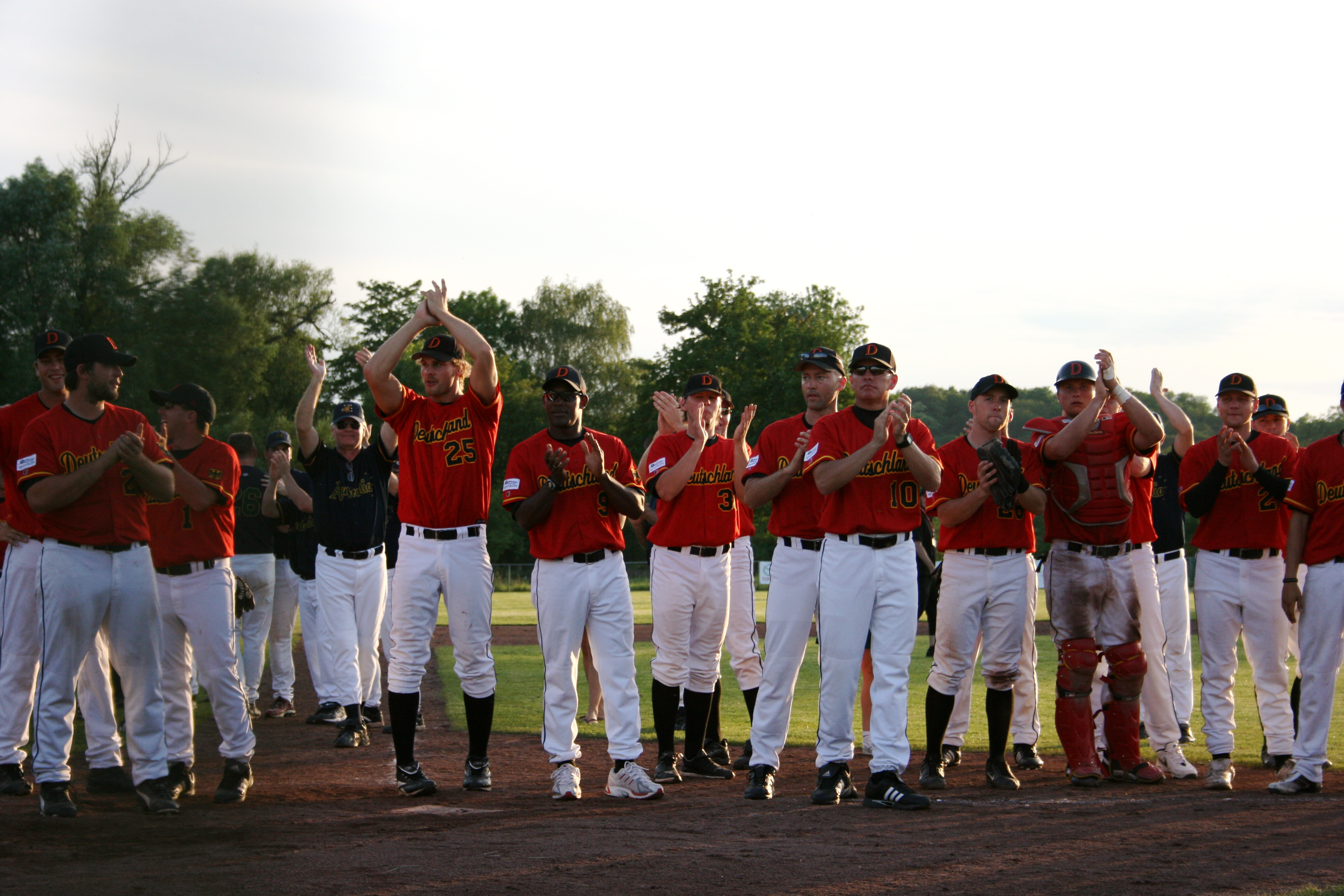
Het nationale team in 2007

Het Duits honkbalteam is het nationale honkbalteam van Duitsland. Het team vertegenwoordigt Duitsland tijdens internationale wedstrijden. De manager is Greg Frady. 
Het Duits honkbalteam is aangesloten bij de Europese Honkbalfederatie (CEB), de continentale bond voor Europa van de International Baseball Federation (IBAF). 

## Kampioenschappen

### Wereldkampioenschap
Duitsland nam vijf keer deel aan de wereldkampioenschappen honkbal. De elfde plaats was hun hoogste eindklassering.
| Editie    | 1972 | 1973 ** | 2007 | 2009 | 2011 |
| Prestatie | 16e  | 11e     | 13e  | 17e  | 15e  |

**  = WK in Nicaragua

### Europees kampioenschap
Duitsland nam 28 keer deel aan de Europese kampioenschappen honkbal. De hoogst behaalde positie is de tweede plaats in 1957, toen nog als West-Duitsland. Ook behaalde de honkbalploeg zeven keer de derde plek.
| Editie    | 1954 | 1955  | 1956 | 1957   | 1958  | 1962 | 1965  | 1967  | 1969 | 1971  | 1975  | 1987 | 1989 | 1993 |
| Prestatie | 4e   | Brons | 5e   | Zilver | Brons | 5e   | Brons | Brons | 4e   | Brons | Brons | 7e   | 8e   | 7e   |
|           |      |       |      |        |       |      |       |       |      |       |       |      |      |      |
| Editie    | 1995 | 1997  | 1999 | 2001   | 2003  | 2005 | 2007  | 2010  | 2012 | 2014  | 2016  | 2019 | 2021 | 2023 |
| Prestatie | 6e   | 10e   | 10e  | 7e     | 12e   | 4e   | 4e    | Brons | 4e   | 5e    | 4e    | 6e   | 9e   | 4e   |

### World Baseball Classic
| Editie    | 2006 | 2009 | 2013 | 2017 | 2023 |
| Prestatie | -    | -    | -    | -    | *    |

- = geen deelname

* = niet gekwalificeerd